# Thomas de Beauchamp, 11. Earl of Warwick

Wappen von Thomas de Beauchamp

Thomas de Beauchamp, 11. Earl of Warwick KG (* zwischen August 1313 und dem 14. Februar 1314 auf Warwick Castle, Warwickshire; † 13. November 1369) war ein englischer Adliger und Heerführer während des Hundertjährigen Kriegs.

## Leben
Thomas de Beauchamp entstammte der Familie Beauchamp. Er war der älteste Sohn von Guy de Beauchamp, 10. Earl of Warwick und Alice de Tosny. Während des Kriegs in Schottland nahm Warwick 1333 an der Belagerung von Berwick und an der Schlacht von Halidon Hill teil. Während des Feldzug im Winter von 1334 bis 1335 nach Roxburgh führte er eigenes Kontingent von vierzig men-at-arms und vierzig berittenen Bogenschützen. 1335 nahm er am Sommerfeldzug von Eduard III. nach Perth teil, dabei gehörte er im August der kleinen Armee an, mit welcher der schottische Titularkönig Edward Balliol weiter nach Westschottland vorstieß.
Ab 1343/44 bis zu seinem Tod war Warwick Marschall von England und in dieser Funktion einer der Kommandeure bei den entscheidenden englischen Siegen in der Schlacht von Crécy (1346), wo er zudem den 16-jährigen Edward von Woodstock beaufsichtigte, und der Schlacht bei Maupertuis (1356); bei der Belagerung von Calais (1369) starb er an der Pest. Thomas de Beauchamp gehörte 1348 zu den Gründungsmitgliedern des Hosenbandordens.

## Ehe und Nachkommen
Er heiratete Lady Katherine Mortimer, eine Tochter von Roger Mortimer, 1. Earl of March. Ihre Kinder waren:
- Guy de Beauchamp († 28. April 1360). Er hatte zwei Töchter, Eliszabeth und Katherine, die durch eine Abfindung vom großväterlichen Erbe ausgeschlossen wurden.
- Thomas de Beauchamp, 12. Earl of Warwick (* 1337/9–1401),
- Reinbrun de Beauchamp, († 1361), der nach einer Figur aus dem Epos Guy of Warwick benannt wurde
- William Beauchamp, 1. Baron Bergavenny (um 1343–1411), ⚭ Joan FitzAlan
- Roger de Beauchamp († 1361)
- Lady Maud de Beauchamp († 1403), ⚭ Roger de Clifford, 5. Baron de Clifford
- Philippa de Beauchamp (vor 1344–1386) ⚭ Hugh de Stafford, 2. Earl of Stafford
- Lady Alice de Beauchamp († 1383), ⚭ (1) John Beauchamp of Hatch; ⚭ (2) Sir Matthew Gournay
- Lady Joan de Beauchamp, ⚭ Ralph Basset, 3. Baron Basset of Drayton († 1390)
- Lady Isabell de Beauchamp († 1416) ⚭ (1) John le Strange, 5. Baron Strange, ⚭ (2) William Ufford, 2. Earl of Suffolk
- Lady Margaret de Beauchamp, ⚭ Guy de Montfort